# Jeorjos Kolokitas
Jeorjos Kolokitas (gre.  Γεώργιος (Γιώργος) Κολοκυθάς; ur. 2 listopada 1945, zm. 2 marca 2013) – grecki koszykarz, występujący na pozycji silnego skrzydłowego, po zakończeniu kariery zawodniczej prezes kadry narodowej Grecji oraz wiceprezes Greckiej Federacji Koszykówki.
Już w swoim pierwszym sezonie w najwyższej klasie rozgrywkowej zanotował osobisty rekord kariery, uzyskując 51 punktów. W późniejszych latach zostawał trzykrotnie liderem strzelców ligi greckiej. W trakcie całej kariery zdobył łącznie 3529 punktów.
W barwach kadry Grecji rozegrał 90 spotkań, notując średnio 20,1 punktu (1807). W 1971 roku zaprzestał występów w reprezentacji. W swoim ostatnim meczu przeciwko drużynie Szkocji zanotował 35 punktów.
Zakończył karierę sportową w wieku 28 lat, z powodu kontuzji kolana.
Zmarł na atak serca w wieku 68 lat.

## Osiągnięcia
Na podstawie, o ile nie zaznaczono inaczej.

### Drużynowe
- czterokrotny mistrz Grecji (1967, 1969, 1971, 1972)
- Wicemistrz Grecji (1968, 1970)
- Brązowy medalista mistrzostw Grecji (1966)
- 3. miejsce w Puchar Europy Mistrzów Krajowych (1972)
- 4. miejsce w Pucharze Europy Zdobywców Pucharów (1969)

### Indywidualne
- Lider strzelców ligi greckiej (1964, 1966, 1967)
- Zaliczony do grona 50 Najlepszych Zawodników w historii rozgrywek FIBA (1991)
- Uczestnik FIBA All-Star Game (1970)

### Reprezentacja
Drużynowe
- Uczestnik:
  - mistrzostw Europy (1965 – 8. miejsce, 1967 – 12. miejsce, 1969 – 10. miejsce)
  - kwalifikacji do igrzysk olimpijskich (1964 – 8. miejsce, 1968 – 9. miejsce)
  - igrzysk śródziemnomorskich (1967 – 4. miejsce)

Indywidualne
- Lider strzelców Eurobasketu (1967, 1969)